# 사쿠라가오카역
사쿠라가오카역(일본어: 桜ヶ丘駅, さくらがおかえき)은 일본 가나가와현 야마토시에 위치한 오다큐 전철의 역이다. 역 번호는 OE 06이다.

## 역사
- 1952년 11월 25일: 영업 개시.
- 1978년 3월 19일: 교상 역사와 동서자유통로의 공용 개시.

## 역 구조
상대식 승강장 2면 2선의 지상역에서 교상 역사를 갖는다. 역 구내의 기둥과 벽의 대부분이 핑크빛으로 채색되어 있다.
상행 승강장 옆에 보선 기지가 있어, 보선용 차량이 유치되고 있다.
2012년 8월에 행선지 안내기가 신설되었다.

### 승강장
| 번호 | 노선        | 방향 | 행선                                |
| ---- | ----------- | ---- | ----------------------------------- |
| 1    | 에노시마 선 | 하행 | 후지사와・가타세에노시마 방면       |
| 2    | 에노시마 선 | 상행 | 사가미오노・신주쿠・ 지요다 선 방면 |

## 역 주변
- 주일 미군 아쓰기 비행장
- 나카하라 가도
- 국도 제467호선
- 야마토 시청 사쿠라가오카 연락소
- 히키치다이 공원
  - 야마토 스타디움(부명칭, 도카 벤 스타디움)
  - 히키치다이 온수 수영장
- 야마토 사쿠라가오카 우체국
- 야마토 야기하시 우체국
- 야마토 후쿠다 우체국
- 야마토 시립 사쿠라가오카 초등학교
- 야마토 시립 가미와다 중학교
- 가나가와 현립 야마토미나미 고등학교
- 뉴타운 미나미세야
- 현영 시모세야 단지
- 사이제리야 가나가와 공장

## 사진

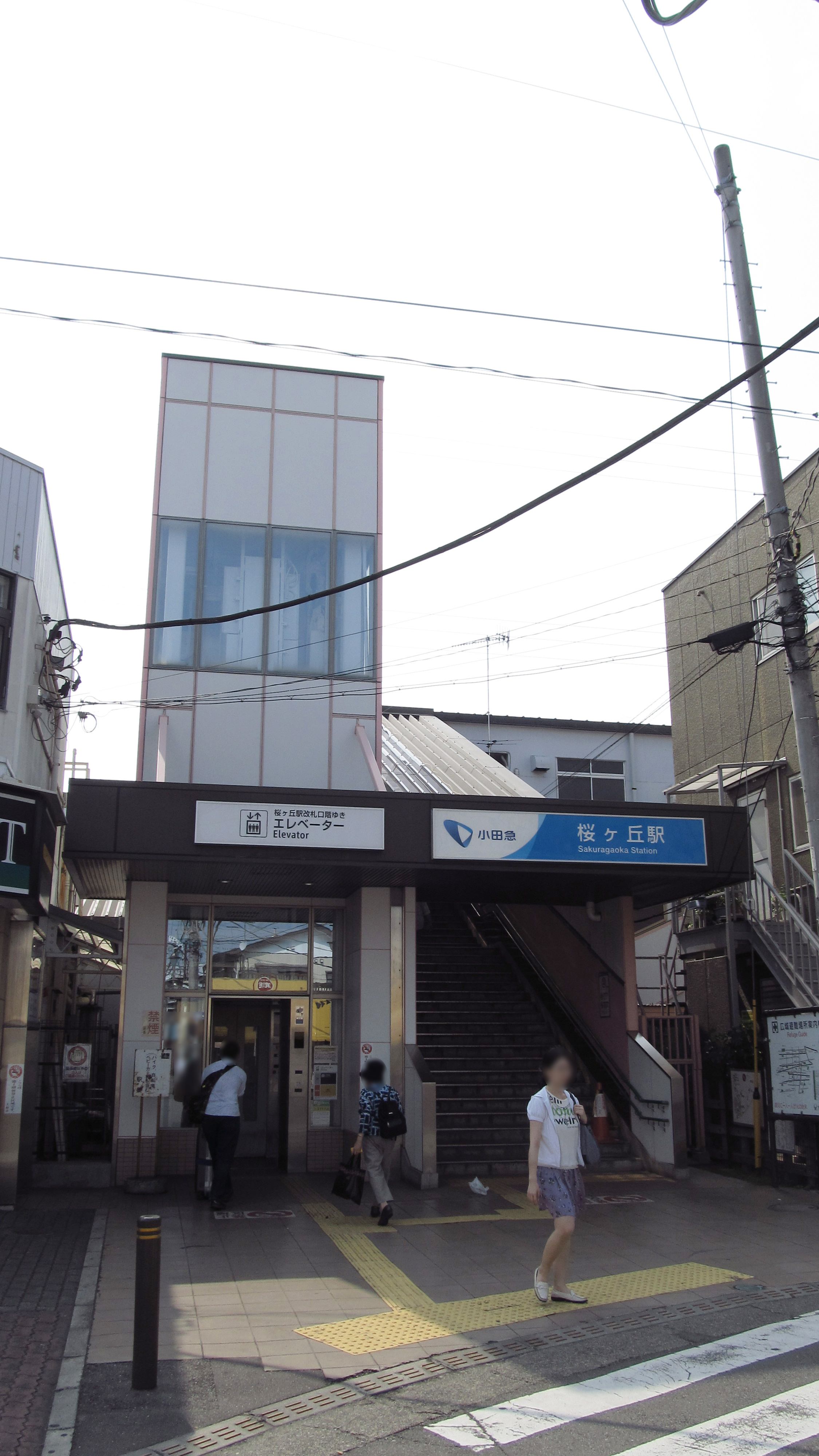
동쪽 출입구
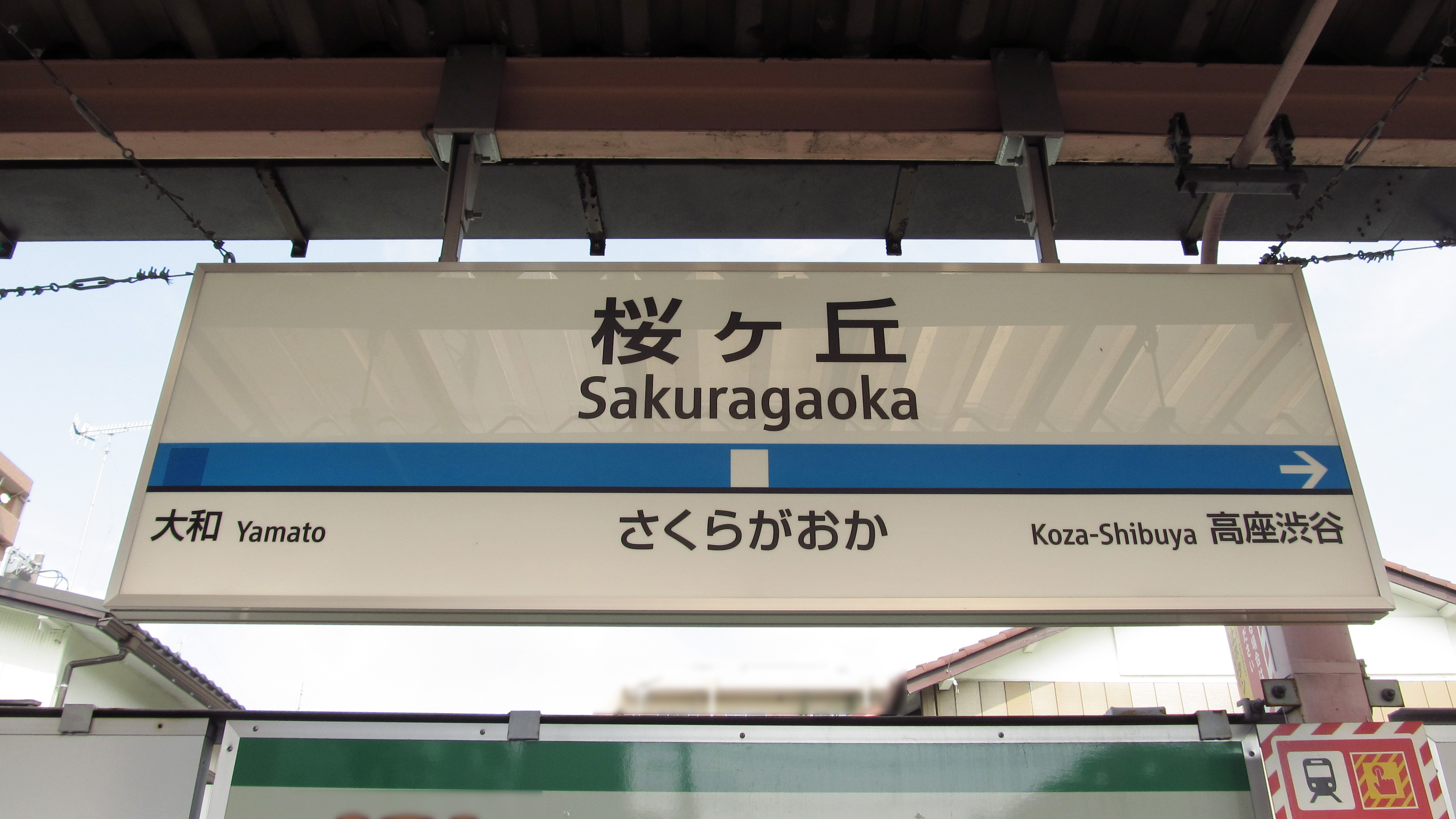
역명판

## 인접역
| 오다큐 전철 에노시마 선  | 오다큐 전철 에노시마 선 | 오다큐 전철 에노시마 선              |
| ------------------------ | ----------------------- | ------------------------------------ |
| OE 05 야마토 신주쿠 방면 | ■ 각역정차              | 고자시부야 OE 07 가타세에노시마 방면 |